# Demografía de Siberia

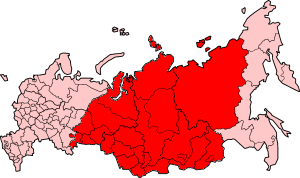
Siberia.

Geográficamente, Siberia incluye a los distritos federales de los Urales, Siberia y el Lejano Oriente. Algunas veces también se considera a la parte más occidental de Yakutia y a la parte centro-norte de Kazajistán como parte de Siberia.
Siberia tiene una densidad de población de tan solo tres habitantes por kilómetro cuadrado. Las zonas más densamente pobladas no superan los cuarenta habitantes por kilómetro cuadrado. Por el contrario, las zonas menos densamente pobladas tienen valores de hasta 0,1 habitante por kilómetro cuadrado.

## Población
- Distrito Federal de los Urales: 12,09 millones de habitantes, (14,4 est. 2015).
- Distrito Federal de Siberia: 19,27 millones de habitantes, (20,28 est. 2015)
- Distrito Federal del Lejano Oriente: 6,32 millones de habitantes, (7,02 est 2015).

Siberia cuenta con un total de 37,63 millones de habitantes según el censo de 2010 (41,7 millones de habitantes en 2015). En Siberia es donde más se observa la crisis demográfica que afecta a toda Rusia, con un descenso continuo desde la disolución de la URSS. En 2015, se estimaba la población de Siberia en 40,7 millones. 
Cerca del 95% de la población es de origen eslavo y de otras etnias indoeuropeas, con una gran mayoría de rusos étnicos. La mayoría de los grupos no eslavos son túrquicos (alrededor de un millón de hablantes). Los grupos lingüísticos menores son mongoles (menos de 600,000), urálicos (Samoyedo, Ugrio; 100,000 hablantes), Manchú-Tunguses (40,000), Chukoto-Kamchatka (25,000), Esquimo–Aleutiano (2,000), y las lenguas en riesgo de desaparición Yucaguir y las lenguas aisladas Ket y Nivj.
Las lenguas mongolas, túrquicas y manchú-tunguses son clasificadas habitualmente bajo el término Altaico. En un tiempo Uralo y Altaico configuraban el grupo Uralo–Altaico, aunque esta teoría es muy cuestionada. La propuesta de familia Uralo-Siberiana combina la familia Urálica con las lenguas yucaguiras, Chukoto-Kamchatka, y Esquimo–Aleutiana. 
Cerca de 70% de la población de Siberia vive en ciudades. La mayoría de los que viven en la ciudad, residen en pequeños apartamentos. La gente de las áreas rurales vive en casas más simples pero más espaciosas. Novosibirsk es la ciudad más grande de Siberia, con 1,5 millones de habitantes, seguido por Ekaterimburgo (1,3 millones), Omsk (1,1 millones), Cheliábinsk (1,07 millones), Krasnoyarsk (0,91 millones), Barnaúl (0,60 millones), Irkutsk (0,59 millones), Kémerovo (0,52 millones), Tiumén (0,51 millones), Tomsk (0,48 millones), Nizhni Taguil (0,39 millones), Kurgán (0,36 millones), Ulán-Udé (0,36 millones), Chitá (0,32 millones).